# Ammon (imię mormońskie)

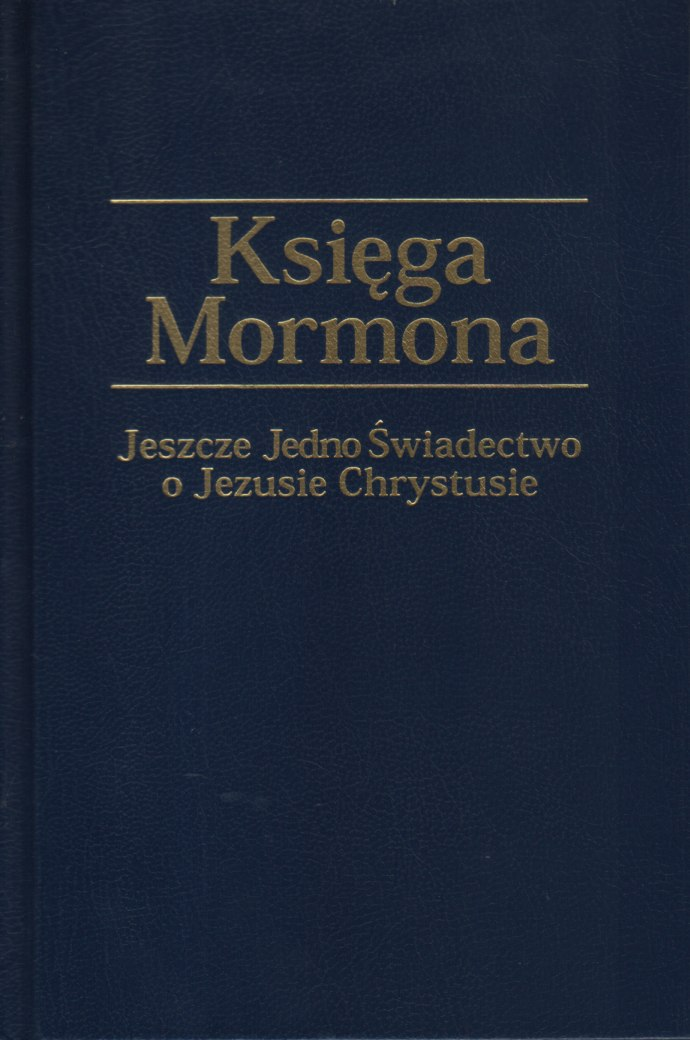
Księga Mormona, jedno z mormońskich pism świętych i jednocześnie tekst, z którego pochodzi imię Ammon

Ammon (deseret 𐐈𐐣𐐊𐐤) – imię męskie występujące w wyznaniach należących do ruchu świętych w dniach ostatnich (mormonów). Pochodzi z Księgi Mormona, w której nosiły je dwie postacie. Pojawiło się w źródłach już w początkach mormonizmu. Popularne w zdominowanym przez świętych w dniach ostatnich stanie Utah. Występuje wśród wyznających mormonizm Maorysów oraz w Meksyku. Znalazło odzwierciedlenie w szerszej mormońskiej kulturze. Jako imię wywiedzione z pism świętych uznawane jest za powód do dumy. Ma także wywierać pozytywny wpływ na życie duchowe noszącego je człowieka.

## Pochodzenie
Pochodzi z Księgi Mormona, jednego z pism świętych przynależnych do kanonu tej tradycji religijnej. Nosiły je w tym tekście dwie kluczowe postacie. Pierwsza z nich, potomek Zarahemli, miała przewodzić wyprawie do ziemi Lehi-Nefi. Druga z nich, syn króla Mosjasza, miała być znana ze swoich wysiłków misyjnych.

## Perspektywa historyczna
Pojawia się w źródłach historycznych już w początkach mormonizmu. Nosił je już urodzony w Kirtland George Ammon Stringham (1837-1906). Imię to przewija się zresztą regularnie w prowadzonym przez Kościół rejestrze wczesnych misjonarzy, obejmującym okres między 1830 a 1940. Można tutaj wymienić chociażby Ammona Meshacha Tenneya (1844-1925), prezydenta misji meksykańskiej od 1887 do 1889 oraz od 1901 do 1903, Ammona Tunisa Rappleyego (1873-1963), posługującego w misji tahitańskiej od 1897 do 1901 czy Ammona Ethera Allena (1882-1969), wysłanego najpierw do misji obejmującej północny zachód Stanów Zjednoczonych (1913-1914), później zaś do misji kalifornijskiej (1927-1928).
Można je dostrzec z łatwością poza formalnym misyjnym kontekstem, nawet jeśli od 1923 Kościół używa sloganu każdy członek jest misjonarzem. David Ammon Bundy, potomek rodziny świętych w dniach ostatnich o długich tradycjach konfliktu z rządem federalnym, przeprowadził się do stanu Nevada w latach 40. XX wieku. Jego wnuk i częściowo imiennik, Ammon Bundy, przewodził zbrojnej okupacji rezerwatu przyrody Malheur w stanie Oregon w 2016.

## Występowanie i popularność
Wśród świętych w dniach ostatnich jest popularnym i dość chętnie wybieranym imieniem. Częściowo wynika to z jego silnego zakorzenienia w materiałach publikowanych przez Kościół. Inne, rzadziej wykorzystywane imiona bowiem, takie jak Szule czy Zenok, w podręcznikach, przemówieniach czy prasie kościelnej pojawiają się znacznie rzadziej. 
Często spotyka się je w zdominowanym przez mormonów stanie Utah, choć szczyt jego popularności tamże przypadł na 2001. Wskazuje się jednocześnie, iż pozostaje imieniem w dużej mierze powiązaną z tym właśnie stanem. Jest w nim 67 razy bardziej popularne niż w innych tworzących Stany Zjednoczone podmiotach. Nosi je syn Brandona Flowersa, wokalisty i frontmana grupy muzycznej The Killers. Ammon Olayan w 2021 uczestniczył w programie rozrywkowym American Idol.
Jako imię specyficznie mormońskie znalazło odbicie w kulturze Kościoła, z którego wierzeń wyrosło. Artykuł na łamach pisma „Friend” z maja 1994 wskazuje choćby, że imię zaczerpnięte z Księgi Mormona może być powodem do dumy oraz wywierać pozytywny wpływ na życie duchowe noszącego je człowieka. Podobną tematykę porusza numer tego samego pisma z lutego 1995.
Międzynarodowa ekspansja mormonizmu przyczyniła się do pojawienia się imienia Ammon również poza granicami Stanów Zjednoczonych. Występuje chociażby wśród nowozelandzkich Maorysów (w zapisie Amona). Potomek osiadłej w Meksyku rodziny fundamentalistów mormońskich Ammón Dayer Lebaron Tracy w 2018 został burmistrzem miasta Galeana w stanie Chihuahua.